# Bonagong
Bonagong est un village du département du Nkam au Cameroun. Situé dans l'arrondissement de Yabassi, il est localisé dans la région Littoral.

## Population et environnement
En 1967, le village de Bonagong avait 40 habitants.